# Oshikundu

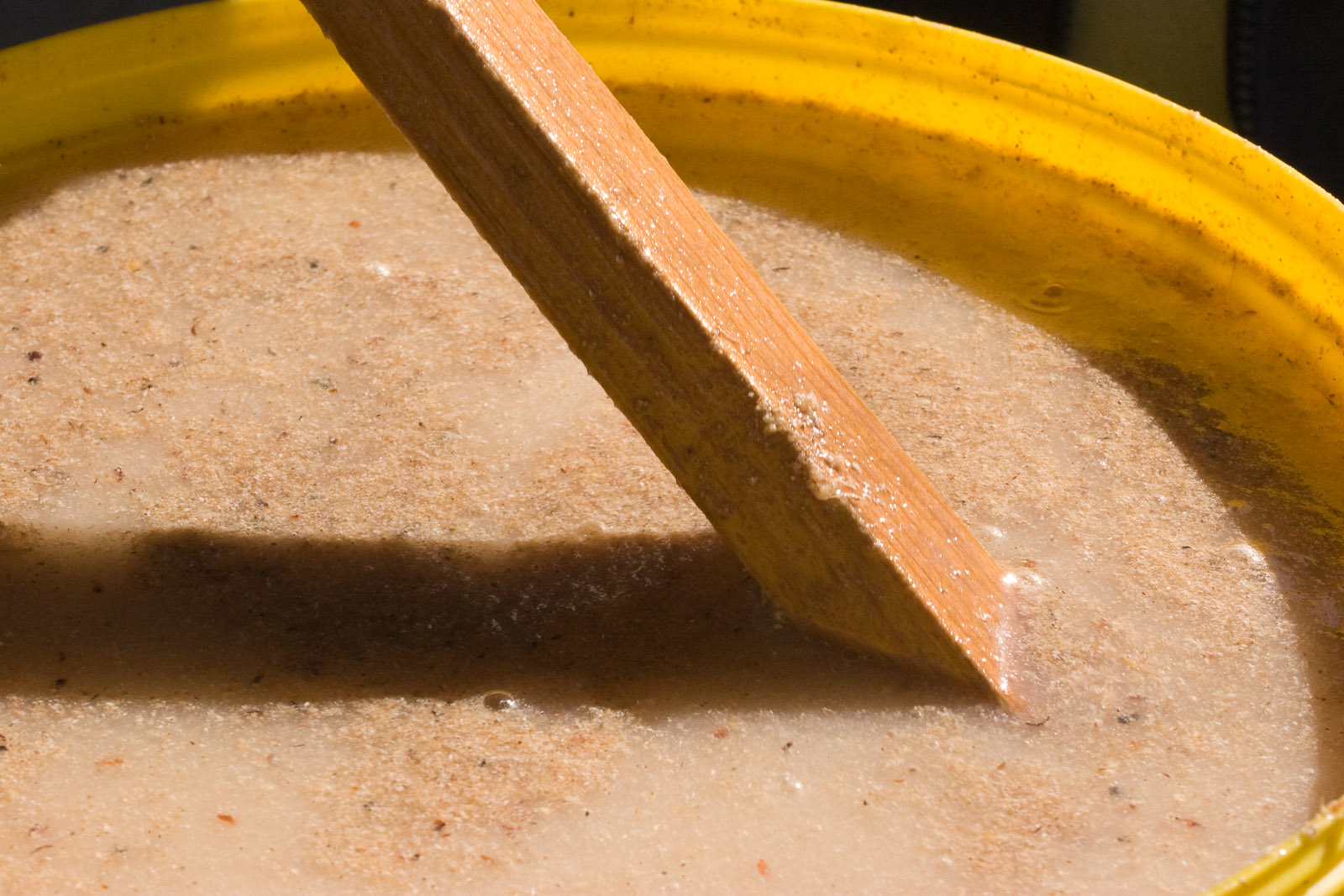
Oshikundu

Oshikundu ou Ontaku é uma bebida tradicional da Namíbia feito a partir do milheto fermentado (mexoeira) e sorgo maltado. Existem variedades alcoólicas e não alcoólicas. É geralmente bebido no mesmo dia que fica pronto e é vendido em mercados abertos na Namíbia. Possui um aroma que remete ao cereal e um sabor que varia entre azedo e doce devido a fermentação com bactéria lática.